# 형식 체계
형식 체계(形式體系, 영어: formal system)는 공리들로부터 추론 규칙들을 통해 정리를 이끌어낼 수 있는 논리적 체계를 가리킨다. 또한 이를 표기하기 위한 기호들(alphabets)과 그로부터 문장을 구성하기 위한 문법(grammar)을 필요로 한다.
형식체계는 20세기 초 수학기초론을 세우는 과정에서 성립하였으며 현대 기호논리학의 기초적 개념으로 쓰인다. 이를 모든 논리의 기초로 보는 입장을 형식주의(formalism)이라 한다.

## 같이 보기
- 형식 언어
- 공리
- 추론 규칙
- 수학기초론
- 구문론